# تومي بيتريسكو
تومي بيتريسكو (بالفنلندية: Tomi Petrescu) هو لاعب كرة قدم فنلندي في مركز الهجوم، ولد في 24 يوليو 1986 في يوفاسكولا في فنلندا. شارك مع منتخب فنلندا تحت 17 سنة لكرة القدم ومنتخب فنلندا تحت 21 سنة لكرة القدم. أما مع النوادي، فقد لعب مع إنتر توركو وتامبيري يونايتد وليستر سيتي ونادي أسكولي ونادي إلفيس ونادي بوليتكنيكا ياش وهكا وهونكا.

## وصلات خارجية
- تومي بيتريسكو على موقع الاتحاد الدولي (مؤرشف)  (الإنجليزية)
- تومي بيتريسكو على موقع قاعدة بيانات كرة القدم.إي يو (الإنجليزية)
- تومي بيتريسكو على موقع Soccerway.com (الإنجليزية)
- تومي بيتريسكو على موقع عالم كرة القدم.نت (الإنجليزية)